# Gu Yanwu
Gu Yanwu (Gù Yánwǔ ; 顧炎武 ; 顾炎武) (1613-1682) est un intellectuel chinois des débuts de la période de dynastie Qing, qui s'est illustré dans divers domaines (philosophie, philologie, géographie, histoire).

## Biographie
Originaire de Qiandeng à Kunshan dans le Jiangsu, il naît dans une famille illustre et reçoit une formation de lettré, se distinguant par ses talents. La chute de la dynastie Ming en 1644 et la conquête de la Chine par la dynastie mandchoue des Qing, à laquelle il ne voua jamais allégeance, mit fin à ses ambitions de carrière officielle. D'abord engagé dans la lutte armée contre la nouvelle dynastie, il se réfugia par la suite dans le Sud, alors que le pouvoir mandchou avait triomphé de ses rivaux et apparaissait désormais comme solidement en place. Gu Yanwu mena par la suite une vie itinérante, se consacrant à ses travaux intellectuels.
Gu Yanwu fut un intellectuel aux talents variés. Il est notamment reconnu pour ses travaux de phonétique et de philologie portant sur le chinois ancien, ainsi que ses productions géographiques qui étaient enrichies de sa propre expérience de voyageur. Son érudition s'exprima surtout dans ses Notes du savoir acquis au fil des jours (Rizhi lu 日知錄), qui furent édités après sa mort, un vaste recueil de réflexions sur des sujets divers (politique, morale, études des classiques, histoire, philologie, etc.). Il fut par ailleurs un des précurseurs de la critique historique.
Inspiré par les lettrés critiques de la fin de la dynastie Ming, Gu Yanwu avait fait partie dans sa jeunesse de la Société du Renouveau qui regroupait les plus illustres d'entre eux, comme son ami Huang Zongxi. Avec ce dernier et Wang Fuzhi, il est vu comme l'un des plus grands penseurs de son temps. Il exprime comme ces derniers et bien d'autres lettrés de son temps sa loyauté à la tradition chinoise et son rejet des « Barbares » que sont à ses yeux les Mandchous. Sa pensée est également caractérisée par une mise en avant de la pratique et du concret, ses travaux ayant une fonction utilitaire avant tout, et refusant les réflexions spéculatives. Tenant d'une critique des courants traditionnels, il dirige ses critiques contre la pensée néo-confucéenne.

## À voir
- L'Ancienne résidence de Gu Yanwu à Qiandeng, Kunshan.